# أغوستين بوزات
أغوستين بوزات (بالإسبانية: Agustín Bouzat) هو لاعب كرة قدم أرجنتيني في مركز الوسط، ولد في 28 مارس 1994 في باهيا بلانكا في الأرجنتين. لعب مع بوكا جونيورز.

## وصلات خارجية
- أغوستين بوزات على موقع قاعدة بيانات كرة القدم.إي يو (الإنجليزية)
- أغوستين بوزات على موقع Soccerway.com (الإنجليزية)